# 녹양중학교
녹양중학교(綠楊中學校)는 대한민국 경기도 의정부시 녹양동에 있는 공립 중학교이다.

## 학교 연혁
- 2007년 11월 10일 : 36교실 신축 준공(일반 36, 특별 16)
- 2008년 1월 7일 : 녹양중학교 설립 인가 (36학급)
- 2008년 3월 1일 : 초대 최경희 교장 취임
- 2008년 3월 3일 : 제1회 입학식 (8학급 246명)
- 2011년 2월 10일 : 제1회 졸업식(7학급 263명)
- 2019년 3월 1일 : 제5대 고혜숙 교장 취임
- 2023년 1월 6일 : 제13회 졸업식(6학급 162명)
- 2023년 3월 2일 : 제16회 입학식(5학급 136명)

## 참고 자료
- 녹양중학교 - 한국교육학술정보원 학교알리미